# اکیوالی
اکیوالی (به انگلیسی: Akkivalli) یک منطقهٔ مسکونی در هند است که در کارناتاکا واقع شده‌است.